# Wiktor Miasnikow
Wiktor Nikołajewicz Miasnikow (ros. Виктор Николаевич Мясников, ur. 3 września 1948 w Czistopolu) – białoruski lekkoatleta startujący w barwach Związku Radzieckiego, płotkarz, złoty i srebrny medalista halowych mistrzostw Europy.
Wystąpił w biegu na 110 metrów przez płotki na igrzyskach olimpijskich w 1972 w Monachium, ale odpadł w eliminacjach. Zajął 7. miejsce w finale biegu na 60 metrów przez płotki na halowych mistrzostwach Europy w 1974 w Göteborgu. Odpadł w półfinale biegu na 110 metrów przez płotki na mistrzostwach Europy w 1974 w Rzymie. Zajął 6. miejsce w biegu na 60 metrów przez płotki na halowych mistrzostwach Europy w 1975 w Katowicach. Zajął 3. miejsce w biegu na 110 metrów przez płotki w finale Pucharu Europy w 1975 w Nicei.
Zwyciężył w biegu na 60 metrów przez płotki na halowych mistrzostwach Europy w 1976 w Monachium, wyprzedzając Berwyna Price’a z Wielkiej Brytanii i Zbigniewa Jankowskiego z Polski. Na igrzyskach olimpijskich w 1976 w Montrealu zajął 8. miejsce finale biegu na 110 metrów przez płotki. Zdobył srebrny medal w biegu na 60 metrów przez płotki na halowych mistrzostwach Europy w 1977 w San Sebastián, przegrywając jedynie z Thomasem Munkeltem z Niemieckiej Republiki Demokratycznej, a wyprzedzając Arto Bryggare z Finlandii. Nie ukończył biegu półfinałowego na 110 metrów przez płotki na mistrzostwach Europy w 1978 w Pradze.
Ustanowił nieoficjalny halowy rekord świata w biegu na 60 metrów przez płotki czasem 7,3 s, uzyskanym 26 stycznia 1980 w Mińsku.
Był mistrzem ZSRR w biegu na 110 metrów przez płotki w latach 1972 i 1974–1976 oraz wicemistrzem na tym dystansie w 1973 i 1977, a w hali był mistrzem ZSRR w biegu na 60 metrów przez płotki w 1975 i 1976 oraz wicemistrzem w 1974, a w biegu na 110 metrów przez płotki halowym mistrzem ZSRR w 1972, 1979 i 1980 oraz brązowym medalistą w 1973.
Kilkakrotnie poprawiał rekord ZSRR biegu na 110 metrów przez płotki do wyniku 13,47 s, uzyskanego 7 maja 1978 w Berkeley.
Jego rekord życiowy w biegu na 110 metrów przez płotki wynosił 13,41 s (4 czerwca 1980 w Leningradzie).
Później pracował jako trener płotkarzy i sprinterów w Mińsku. Jego podopiecznymi byli m.in. Alina Tałaj, Igors Kazanovs, Maksim Łynsza i Elwira Hierman.